# 安禅寺 (長崎市)
安禅寺（あんぜんじ）は、江戸時代に長崎市にあった天台宗寺院。号は松岳山正光院。開基は現応寺の僧侶・玄澄。

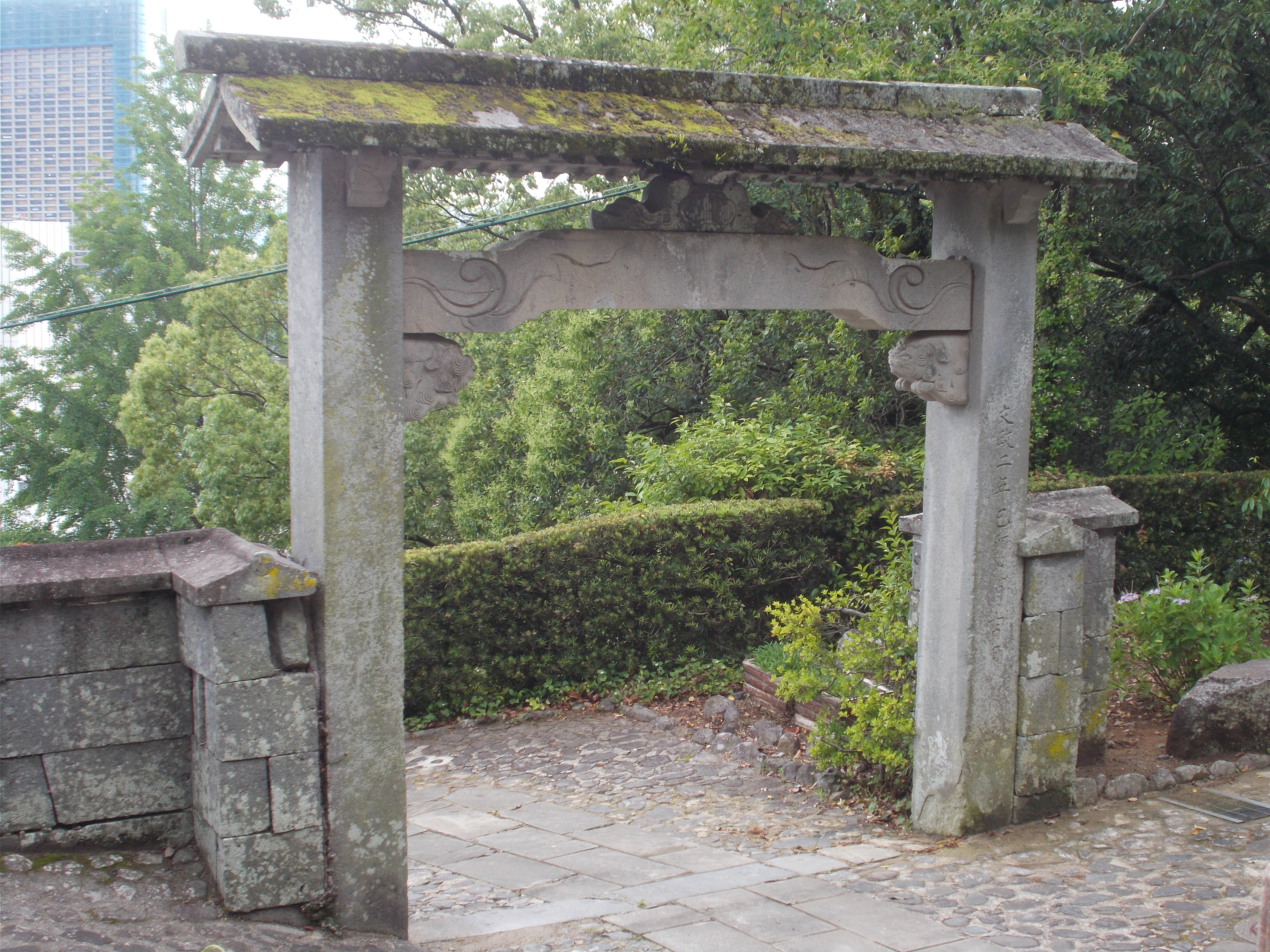
旧安禅寺の石門。長崎公園の入り口の門として使われている。

江戸時代後期の天台宗寺院名前帳では東叡山（上野寛永寺）末の松岳山無量寿院安禅寺となっている。

## 歴史
正保2年（1645年）に庵を結ぶ。承応元年（1652年）に安禅寺の寺号を得る。開創にあたって玄澄は江戸に出て毘沙門堂公海に拝謁し、狩野探幽筆の御画像を狩野宗貞に写させたものを賜り、長崎に戻って寺内に奉祀したと伝わる。
寛文12年（1672年）正月16日の夜半、山鳴りや地動きが発生し、白光が堂に満ちて日輪のような形を現したという。翌13年（1673年）、長崎奉行牛込忠左衛門は着任時に安禅寺に参詣してその話を聞き、寺上段に徳川将軍家の霊廟東照宮（長崎東照宮）を建立し、御宮・御霊屋などを祀った。
長崎奉行が3人制・4人制となった貞享4年（1687年）から正徳4年（1714年）の間、奉行の交代の際の仮寓所として使用され、境内が整備された。
元禄6年（1693年）10月に七九番唐船で渡海してきた独文の書物改めをし、それらを福済寺に引き渡した。同8年（1695年）11月、入津した唐船61艘分の風説書が提出された。同11年（1698年）4月、年行司の宮崎何右衛門が唐人屋敷乙名・唐通事・糸宿老らに御用以外では御機嫌伺いは不要とする触を出し、周知させている。
文化5年（1808年）のフェートン号事件の際には、長崎奉行の松平康英は長崎港に入り込んだフェートン号に対する警備態勢をとると同時に、安禅寺と大音寺にある歴代将軍の御霊前の守護をするよう地役人たちに指示している。
明治元年に廃寺となる。御宮などは東照宮神社として諏訪神社の末社とされた。明治7年（1874年）、寺の跡地は長崎公園となり、葵の紋章が刻印された寺の石門は公園の入り口の門として残されている。

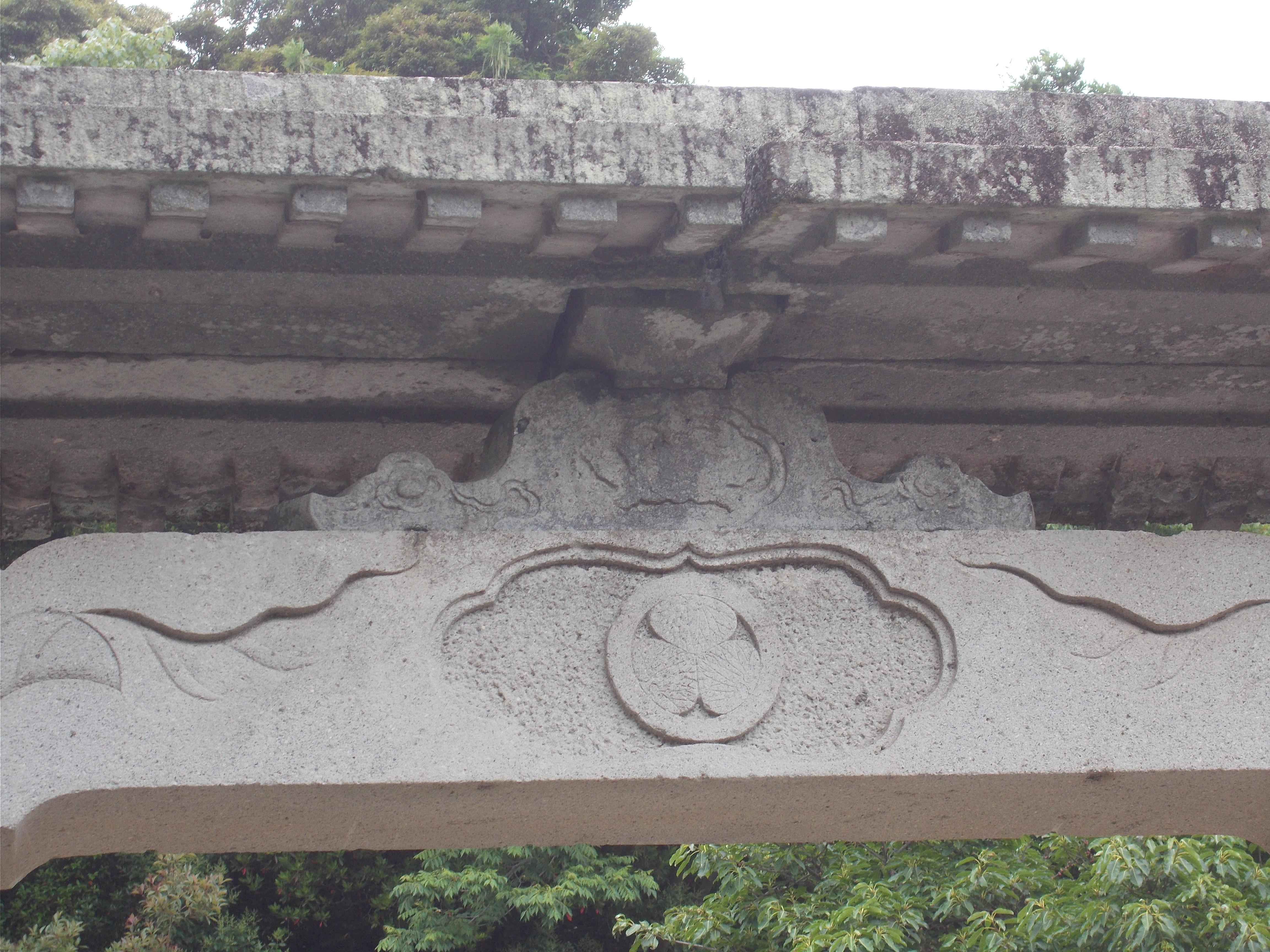
旧安禅寺石門に刻まれた三つ葉葵の紋